# Оарзина (Бистрица-Насауд)
Оарзина (рум. Oarzina) насеље је у Румунији у округу Бистрица-Насауд у општини Тарлишуа. Oпштина се налази на надморској висини од 430 m.

## Становништво
Према подацима из 2002. године у насељу је живело 171 становника, од којих су сви румунске националности.